# Mitato

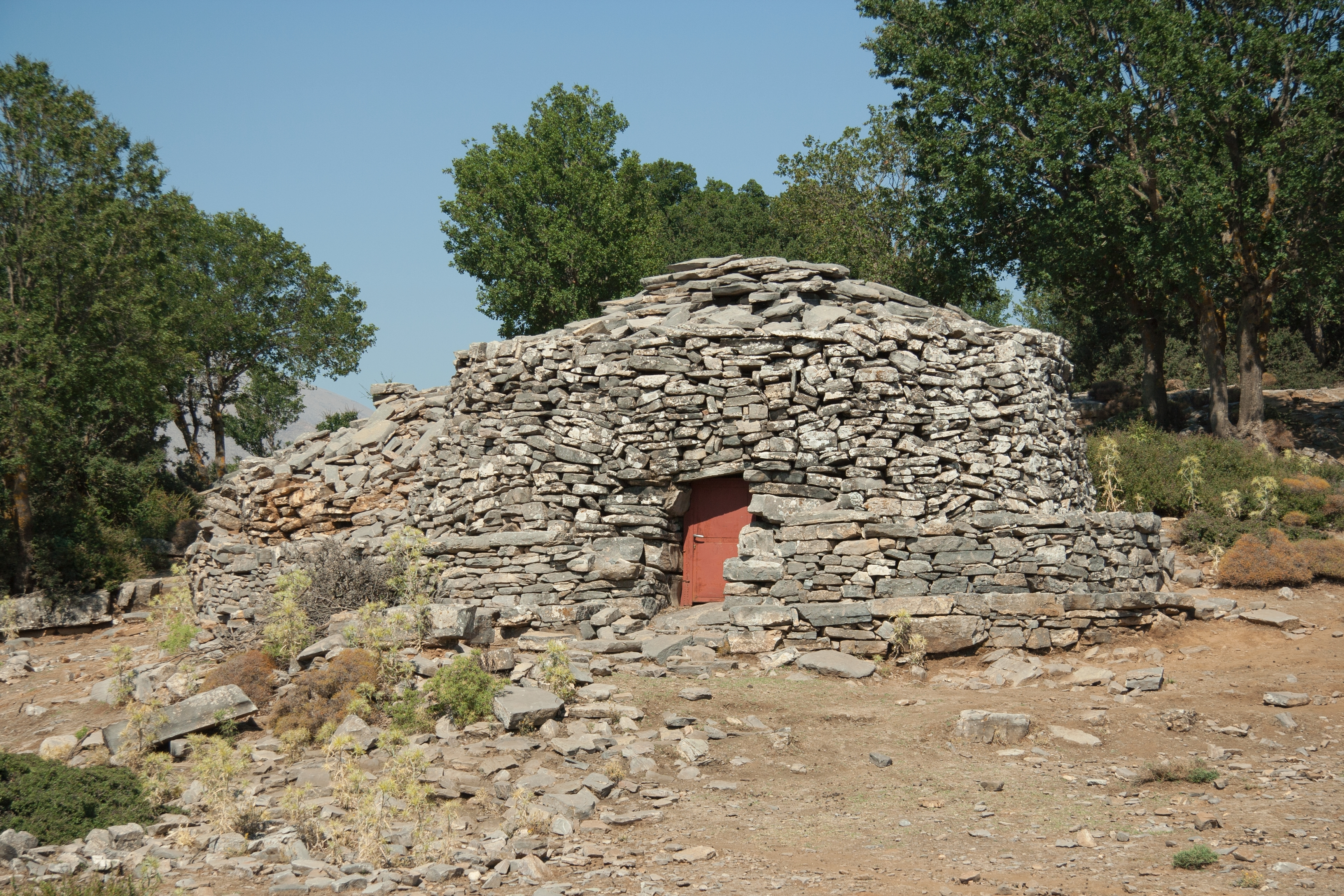
Un mitato sull'altopiano di Zominthos, a Creta

Il mitato (in greco μιτάτο?) è una costruzione rurale in pietra a secco, di uso pastorale, tipico delle zone montuose di Creta e delle Cicladi, in Grecia.